# Вальтер Клаусон
Вальтер Іванович Клаусон (ест. Valter Klauson; 2 січня 1914, станція Преображенська Петроградської губернії — 5 грудня 1988, місто Москва) — естонський радянський партійний і державний діяч, голова Ради міністрів Естонської РСР у 1961–1984 роках. Кандидат у члени ЦК КПРС у 1961—1986 роках. Депутат Верховної Ради СРСР 5—10-го скликань.

## Життєпис
Народився у селищі Толмачово, яке у той час називалось станцією Преображенською та входило до складу Лузького повіту Петроградської губернії в родині естонського робітника.
Трудову діяльність розпочав у 14-річному віці, вступивши 1928 року робітником на Лузький завод. Однак невдовзі перейшов на шляхову ділянку Ленінградського обласного управління залізничного транспорту помічником учня. Звідти 1930 року вступив до Лузького автомобільно-дорожнього технікуму.
У 1933 році закінчив технікум, після чого тривалий час обіймав керівні посади в області. Був технічним керівником і начальником машинно-дорожніх загонів, директором асфальтобетонного заводу, начальником електромеханічної частини на будівництві шосейних доріг.
Після включення Естонії до складу Радянського Союзу перевівся до Таллінна, де вже до 1941 року став головним механіком місцевого шляхобудівельного тресту.
1941 року був призваний до лав РСЧА. Спершу перебував на обслуговуванні «Дороги життя» під Ленінградом. Але потім, отримавши офіцерське звання, командував ротою й окремим інженерним батальйоном на Волховському, Північно-Західному та Прибалтійському фронтах.
До початку широкомасштабного наступу радянських військ керував будівництвом мостів і ремонтом прифронтових доріг у Ленінградській, Новгородській та Псковській областях. Під час проведення літніх та осінніх наступальних операцій 1944 року брав участь у звільненні Опочки, Резекне й Тарту, забезпечуючи у складі своєї частини надійність сполучення військ 2-го й 3-го Прибалтійських фронтів. Був нагороджений орденом Червоної Зірки та кількома медалями. Член ВКП(б) з 1943 року.
Після звільнення Естонії 1944 року серед перших спеціалістів був відряджений на організацію відновлення й будівництва залізниці у республіці. Обіймав посади головного механіка, заступника начальника й начальника управління шосейних доріг МВС Естонської РСР.
1953 року був призначений міністром дорожнього й транспортного господарства республіки, яке того ж року було переформовано на міністерство автомобільного транспорту й шосейних доріг. На тій посаді перебував упродовж року.
З 11 вересня 1954 року обіймав посаду першого заступника голови, а з 12 жовтня 1961 по 18 січня 1984 року — голови Ради міністрів Естонської РСР.
1965 року заочно закінчив Вищу партійну школу при ЦК КПРС у Москві.
Після виходу на пенсію переїхав до Москви, де, будучи вже персональним пенсіонером Союзного значення, помер 1988 року. Однак похований був у Таллінні.

## Твори
- Клаусон був автором кількох книжок, у тому числі виданої 1967 «Для блага народу», в якій подано огляд досягнень чинної влади.

## Нагороди і відзнаки
- п'ять орденів Леніна
- орден Жовтневої Революції
- орден Вітчизняної війни І ст.
- орден Вітчизняної війни ІІ ст.
- орден Трудового Червоного Прапора
- орден Червоної Зірки
- орден Дружби народів
- медалі